# Willisornis nigrigula
El hormiguero dorsiescamado del Tapajós (Willisornis nigrigula), es una especie (o la subespecie Willisornis vidua nigrigula, dependiendo de la clasificación considerada), de ave paseriforme, de la familia Thamnophilidae, una de las tres  pertenecientes al género Willisornis. Es endémica del centro sur de la cuenca amazónica de Brasil. 

## Distribución y hábitat
Se distribuye en el centro sur de la Amazonia brasileña desde el extremo este de Amazonas hacia el este hasta ambas márgenes del río Tapajós, y en la margen oriental del río Teles Pires hacia el sur hasta el norte de Mato Grosso.
Esta especie es bastante común en su hábitat natural, el sotobosque de selvas húmedas de terra firme hasta los 1350 m de altitud.

## Sistemática

### Descripción original
La especie W. nigrigula fue descrita por primera vez por la ornitóloga germano – brasileña Maria Emilie Snethlage en 1914 bajo el nombre científico Hypocnemis poecilonotus (error) nigrigula; localidad tipo «Boim, Río Tapajós, Brasil.»

### Etimología
El nombre genérico masculino «Willisornis» conmemora al ornitólogo estadounidense residente en Brasil Edwin O’Neill Willis (1935-2015) y del griego «ornis, ornithos»: ave; y el nombre de la especie «nigrigula», del latín «niger»: negro, y «gula»: garganta, significando «de garganta negra».

### Taxonomía
La presente especie, junto a W. poecilinotus vidua eran anteriormente era consideradas como subespecies de Willisornis poecilinotus, pero los estudios de Isler & Whitney (2011) presentaron evidencias, principalmente de vocalización, de que vidua merecía ser separada como especie plena (incluyendo al taxón nigrigula), lo que fue aprobado en la Propuesta N° 495 al Comité de Clasificación de Sudamérica (SACC).
Con base en las diferencias morfológicas presentadas en el mismo trabajo de Isler & Whitney (2011), algunas clasificaciones, como Aves del Mundo (HBW) y Birdlife International (BLI) consideran a la presente como especie separada de Willisornis vidua. Sin embargo, esto no es todavía reconocido por otras clasificaciones.
Las diferencias morfológicas apuntadas por HBW para justificar la separación, a pesar de reconocer que los cantos son casi idénticas, son: la garganta del macho de color negro sólido y no blanquecino; la mancha interescapular blanca (generalmente oculta) de la hembra mucho mayor; y, la corona y  manto del macho de color gris ligeramente más oscuro. El llamado, distintivo, es un «chirr» más largo. Además, la presente especie y W. vidua han sido encontradas a una distancia de apenas un kilómetro en Pará, lo que fuertemente sugiere que son parapátricas. Es monotípica.